# Charlotte Robillard-Millette
Charlotte Robillard-Millette (* 12. Januar 1999 in Montreal) ist eine kanadische Tennisspielerin.

## Karriere
Robillard-Millette begann mit fünf Jahren das Tennisspielen. Sie spielt hauptsächlich auf Turnieren des ITF Women’s Circuit, bei denen sie zwei Doppelkonkurrenzen gewonnen hat.
Auf der WTA Tour spielte sie erstmals 2015 beim Rogers Cup, wo sie in der Qualifikation gegen Mariana Duque Mariño mit 4:6 und 3:6 ausschied.
2018 bestritt sie nur zwei Matches im März auf der Profitour, trat danach zu keinem Turnier mehr an.
Robillard-Millette wurde bislang viermal für die kanadische Fed-Cup-Mannschaft nominiert. 2016 bestritt sie in der Begegnung gegen die Slowakei ein Doppel, das sie mit ihrer Partnerin Sharon Fichman gewinnen konnte. Insgesamt konnte sie bislang alle vier Doppel gewinnen, das einzige Einzel verlor sie.
Seit Oktober 2018 wird sie nicht mehr in den Weltranglisten geführt, bestritt aber Anfang März 2020 wieder ein Turnier in Monastir, wo sie erst im Achtelfinale gegen Andreea Prisăcariu verlor.

## Turniersiege

### Doppel
| Nr. | Datum           | Turnier  | Kategorie   | Belag     | Partnerin        | Finalgegnerinnen                  | Ergebnis          |
| --- | --------------- | -------- | ----------- | --------- | ---------------- | --------------------------------- | ----------------- |
| 1.  | 14. August 2016 | Gatineau | ITF $25.000 | Hartplatz | Bianca Andreescu | Mana Ayukawa Samantha Murray      | 4:6, 6:4, [10:6]  |
| 2.  | 1. April 2017   | Iraklio  | ITF $15.000 | Sand      | Carol Zhao       | Angelina Gabujewa Olga Putschkowa | 7:62, 4:6, [10:5] |